# علاج متعدد التأثير
العلاج متعدد التأثير (بالإنجليزية: Multiple impact therapy)‏ أو (إم آي تي) اختصارًا، هو أحد أساليب العلاج النفسي الجماعي الذي يُستخدم عادةً عند العائلات التي تُعاني من أزمات شديدة. كان أحد البرامج الأولى في العلاج الجماعي، والتي طُوّرت في الولايات المتحدة الأمريكية. في العلاج متعدد التأثير، تُفحص العائلات سويةً من قبل أطباء متعددي الاختصاصات. تكون مدة العلاج قصيرة، إذ تتراوح عادةً من يوم واحد إلى يومين كاملين للعلاج. يركز العلاج على إيجاد الأنماط البنيوية داخل الأسرة ثم تقييمها لمعرفة ما إذا كانت سببًا للمشكلة ثم تعديلها من أجل تخفيف تلك المشكلة.

## منشأه
طُور العلاج متعدد التأثير كأحد الأساليب العلاجية في كلية الطب بجامعة تكساس في الخمسينيات من القرن العشرين. وفي ذلك الوقت، كان هناك عدد قليل من المحللين النفسيين في الجامعة، ولم يكن هنالك قدرة على توفير الأطباء الموجودين لمعظم العائلات. وبسبب قلة العلاج، كان هنالك عدد قليل من البرامج المتخصصة للمراهقين، وقُبل العديد منهم كمرضى في مشافي الأمراض النفسية. وبدءًا من عام 1957، بدأ الآباء بإحضار أطفالهم المضطربين إلى كلية الطب في جامعة تكساس لتلقي العلاج المناسب.
بدأ الدكتور روبرت ماكجريجور -الباحث الرئيس في العلاج النفسي الجماعي في كلية الطب بجامعة تكساس- بتطوير العلاج متعدد التأثير من خلال مقابلة عائلات بأكملها معًا في جلسة واحدة. حدد روبرت وفريقه هدفهم الرئيس، مثل إلقاء الضوء على اهتمام الآباء بأطفالهم المضطربين وتشديد الأهمية على هذا الأمر. بين عامي 1957 و1958، رأى الفريق 12 عائلة في أثناء تطوير إجراءات العلاج. وأظهرت الجلسات الأولية أن الجلسات العلاجية الفردية لأعضاء الأسرة -بالإضافة إلى الجلسات العلاجية الجماعية- حقق نتائج أكثر فعالية. أعطت الجلسات الفردية للأعضاء الفرصة للتعبير عن استيائهم الشخصي، بينما أعطت الجلسات الجماعية للأطباء المعالِجين الفرصة لإصلاح التواصل الضعيف بين أفراد العائلة. كان الإطار الزمني القصير والمكثف في العلاج بسبب ضغوطات الحياة والتزاماتها من ضيق الوقت والعمل والسفر، ومع ذلك احتفظ الباحثون بالبنية الأسرية لأن التشجيع والدعم اللذان قُدما في الاجتماعات التي استمرت ليومين استطاعا أن يُقللا من العدد الإجمالي للجلسات اللازمة لتحسين وضع العائلة.

## الإجراء
قد يُوصف العلاج متعدد التأثير للعائلات كخيار علاجي لعدة أسباب، مثل فشل العلاج التقليدي في إعطاء نتائج جيدة أو كبديل عن العلاج في المشفى أو كإجراء نهائي قبل الدخول إلى المشفى أو للعائلات التي خضعت لعلاج جماعي لكنها أظهرت نتائج قليلة.
ويحدث العلاج في سبع خطوات تقريبًا على مدى يومين.

### التخطيط
نظرًا لأن العديد من العائلات الخاضعة للعلاج متعدد التأثير غير مُلمّة بالعلاج والعلاج النفسي، فإن في مرحلة التخطيط تُبلِّغ العائلة بما هو متوقع خلال يومين من العلاج. ويستخدم المعالجون هذا الوقت لمراجعة المعلومات المتوفرة حاليًا حول الطفل ومقابلة ممثلي المجتمع المحليين لجمع التفاصيل الشخصية.

### الاجتماع
بعد وصول العائلة، يجتمع فريق العلاج معها في جلسة أولية لتحديد سبب وجودهم هناك. قد يكون النزاع بين المجموعة مرتفعًا في هذه المرحلة. يعد كل من إلقاء اللوم والنقد والاتهامات العدوانية أمورًا شائعة. يبحث المعالجون عادةً عن العلامات التي تدل على ضعف التواصل بين أفراد العائلة، ويدونوها من أجل الاجتماعات اللاحقة. وفي نهاية الاجتماع الجماعي، يلتقي كل فرد من أفراد العائلة مع طبيب معالج واحد.

### التعرض للضغط
في الاجتماعات الفردية مع الآباء، لاحظ المعالجون أنهم يكونون تحت درجة عالية من التوتر والضغط نتيجة الاجتماع الكامل للمجموعة. يبحث المعالجون على نحو خاص عن المعاناة التي يواجهها الآباء في التعامل مع إهمال أطفالهم وجنوحهم.

### مقابلة أولية مع الطفل
تُجرى المقابلة الأولية الموجزة مع الطفل لمطابقة الأنماط الأسرية مع سلوكه.

### حالة المعالِجين المتعددين
بعد حدوث الاجتماع الجماعي الأولي والاجتماعات الفردية، يجتمع المعالجون مع أي فرد من أفراد الأسرة أو مع أي عدد من الأفراد معًا، كما يرونه مناسبًا. تُستخدم الملاحظات والمعلومات التي جُمعت (الدراسات المُسجلة على الفيديو والتي أُجريت في الاجتماعات الجماعية) في هذا الإجراء من أجل معالجة الأنماط السلوكية المضطربة والضعف في التواصل بين أفراد العائلة. تأخذ هذه المرحلة غالبية اليوم الأول. 

### اجتماع الفريق المعالِج مع العائلة
ينعقد الاجتماع الجماعي النهائي في نهاية اليوم الأول. يواجه أفراد العائلة بعضهم بعضًا مرة أخرى لأول مرة منذ الاجتماع الأولي. يُجرى تبادل المواقف المُصححة والمُعدلة لدى المجموعة تجاه بعضها البعض. يؤدي التحول من النزاع الذي كان في المقابلة الأولية إلى المواقف المُصححة في الاجتماع النهائي إلى خلق جو من التغيير بين أفراد المجموعة.

### إجراءات اليوم الثاني
يسعى المعالجون إلى بدء اليوم الثاني في نفس الأجواء التي أُنشِئت في اليوم الأول. يُلقي اليوم الأول الضوء غالبًا على العديد من المشكلات التي واجهت العائلة. بينما يركز اليوم الثاني على الحفاظ على المواقف المُحسّنة وتطبيقها على وضع العائلة. تُناقش غالبًا في اليوم الثاني الاعتبارات اللوجستية مثل: بقاء الطفل في المستشفى أو مواصلة الدراسة أو التفكير في طرق أخرى للعلاج. يُحدد عادةً موعد لقاء آخر من أجل المتابعة لمدة شهرين إلى ستة أشهر.

## النتائج الإيجابية والسلبية المحتملة
يُتيح استخدام الفريق متعدد الاختصاصات للوالدين والأطفال والمجموعة ككل أن يُنظر إليهم من وجهات نظر متعددة من قبل الأطباء المهنيين ذوي الخبرات والتجارب المختلفة. يتألف الفريق متعدد الاختصاصات النموذجي -مثل فريق الدكتور ماكجريجور في جامعة تكساس- من طبيب نفسي ومعالِج مساعد وعامل مختص بالعلاج الاجتماعي وممرض وعضو من مجتمع العائلة أو العيادة الداخلية للمرضى. ومع ذلك، استخدم باحثون آخرون نحو 9 معالِجين في الجلسة الواحدة. ومن خلال إشراك موظفي المجتمع المحلي أو المرضى الداخليين في العلاج متعدد التأثير، تزداد الثقة والاحترام مع والدي الطفل.
وفي عامي 1958 و1962، شوهدت 55 عائلة إضافية عندما نشر ماكجريجور أول ما توصل إليه من النتائج في العلاج متعدد التأثير. ومن هذه العائلات اعتُبرت 7 منها فقط حالات فاشلة. ورغم النجاح الواضح للعلاج متعدد التأثير، لُوحظ وجود عقبتين رئيستين، وهما الفعالية النسبية للبرنامج والصراع بين أعضاء الفريق متعدد الاختصاصات. 